# Campeonato Pernambucano Série A3 2023
In 2023 werd de achtste editie van het Campeonato Pernambucano Série A3 gespeeld voor voetbalclubs uit de Braziliaanse staat Pernambuco. De competitie werd georganiseerd door de FPF en werd gespeeld van 14 oktober tot 25 november. Ypiranga werd kampioen. 
Het was de eerste keer sinds 2002 dat de competitie nog gespeeld werd, toen nog onder de naam Terceira Divisião. 

## Eindstand
| Plaats | Club            | Wed. | W | G | V | Saldo | Ptn. |
| ------ | --------------- | ---- | - | - | - | ----- | ---- |
| 1.     | Ypiranga        | 6    | 5 | 0 | 1 | 10:2  | 15   |
| 2.     | Ipojuca         | 6    | 4 | 1 | 1 | 13:2  | 13   |
| 3.     | Cabense(1)      | 6    | 4 | 1 | 1 | 12:5  | 13   |
| 4.     | Santa Fé        | 6    | 2 | 1 | 3 | 6:9   | 7    |
| 5.     | Barreiros       | 6    | 1 | 2 | 3 | 4:13  | 5    |
| 6.     | Serrano         | 6    | 1 | 1 | 4 | 3:10  | 4    |
| 7.     | Águia de Cumaru | 6    | 1 | 0 | 5 | 3:10  | 3    |

(1):Doordat Torres zich terugtrok uit de Série A2 promoveerde Cabense ook dit jaar. 
|  | Kampioen, promotie naar Série A2 2024 |
|  | Promotie naar Série A2 2024           |

## Kampioen
| Campeonato Pernambucano de 2023 - Série A3 |
| Pernambuco                                 |
| ------------------------------------------ |
| YPIRANGA Kampioen (1° titel)               |